# Mayiwane
Mayiwane ist ein Inkhundla (Verwaltungseinheit) im Nordosten der Region Hhohho in Eswatini. Das Inkhundla ist 185 km² groß und hatte 2007 gemäß Volkszählung 15.120 Einwohner.

## Geographie
Das Inkhundla liegt im Nordosten der Region Hhohho an der Grenze zu Südafrika im Dreieck zwischen den Bergen Mantasa Hlovana (520 m ⊙), Ntabinezimpisi (414 m ⊙), Incuba Kop (692 m ⊙).

## Gliederung
Der Bezirk gliedert sich in die Imiphakatsi (Häuptlingsbezirke) Emfasini, Herefords, Mavula, Mkhuzweni und Mkhweni. 